# Lluvia roja de Kerala

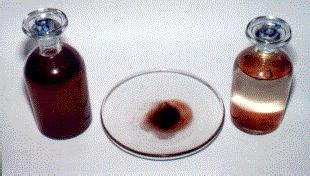
Muestras de agua tomadas durante el fenómeno.

La lluvia roja de Kerala fue un acontecimiento ocurrido entre el 25 de julio y el 23 de septiembre de 2001 en la meridional región india de Kerala. Este fenómeno meteorológico consistió en una lluvia de color escarlata, aunque también se informó de lluvias amarillas, negras y verdes.

## Antecedentes
Se tiene constancia que desde 1896 estas lluvias de color han tenido lugar varias veces.
En un principio se pensó que las inusitadas lluvias eran debidas a partículas. Sin embargo, posteriores investigaciones de una comisión del Gobierno indio mostraron que en el caso de otras lluvias con coloración, esta se debía a esporas de alga que se dispersaban por el aire.
No obstante, a principios del año 2006 el fenómeno ocurrido en Kerala alcanzó gran notoriedad en los medios de comunicación debido a que la revista científica Astrophysics and Space publicó un estudio sobre el resultado del análisis de este fenómeno meteorológico, en el cual se hablaba de la controvertida hipótesis de Godfrey Louis y Santhosh Kumar, de la Universidad Mahatma Gandhi, que proponían que el origen de células encontradas en la lluvia roja de Kerala tendrían un posible origen extraterrestre.
En 2018 ocurrió un caso similar en Norilsk, Rusia. Allí se vio una especie de lluvia roja, atribuida a residuos de óxido en suspensión que llegaron arrastrados por fuertes vientos.

### Hipótesis panspérmica
La hipótesis de un origen panspérmico de estas células recogidas en Kerala proviene del estudio de muestras de aguas recolectadas luego del fenómeno. Tras ser analizadas por microscopía por el físico Godfrey Louis, en busca de contaminación, se observó que la muestra de agua no tenía polvo ni arena, sino que estaba plagada de estructuras con forma de células rojas, muy parecidas a los microbios de la Tierra. A partir del análisis (y la recopilación de informes de que, antes de la lluvia, se habría escuchado un ruido similar al de un objeto que superaba la barrera del sonido, junto a luces rápidas y fugaces que atravesaban  el cielo) sirvieron de sustento a la teoría de un origen panspérmico de tan inusual fenómeno.
Posteriormente, en 2010, se habría descubierto que estas células serían inertes a temperatura normal, no tienen rastros de ADN, presentan características extremófilas y que incluso serían capaces de reproducirse a 121 grados centígrados (algo que no sucede en organismos extremófilos conocidos).
En el 2015 quedó establecido por las principales corrientes científicas que serían esporas del alga Trentepohlia.